# Tony Kaye (rendező)
Tony Kaye (London, 1952. július 8. –) kétszeres Grammy-díjas angol operatőr, filmrendező.

## Életrajz
Ortodox zsidó családban nevelkedett. A brit reklámüzletben kezdett dolgozni, mert azt gondolta, a reklámok segíthetnek neki abban, hogy majd később filmeket is készíthessen.
Tíz év munka után a Nike és a Mercedes Benz jól fizetett, díjnyertes reklámrendezője lett.  Elnyerte a „legjelentősebb brit rendező Hitchcock óta” címet.
A New Line Cinemával forgatta az Amerikai história X-et, amelynek operatőre és rendezője is volt. Eközben a New Line-nal és Edward Norton filmszínésszel is konfliktusba keveredett. Amikor a film a mozikba került, Kaye stílusos fekete-fehér és színes kombinációjú filmkockáit és Norton teljesítményét Oscar-díjra jelölték.

## Filmjei

### Rendezőként
- Black Water Transit (2009)
- Lobby Lobster (2007)
- Lake of Fire (2006)
- Snowblind (2002)
- Amerikai história X (1998)
- Tony Kaye's Documentary (1995) televíziós sorozat

### Operatőrként
- Black Water Transit  (2009)
- Lobby Lobster (2007)
- Lake of Fire (2006)
- Amerikai história X (1998)
- Tony Kaye's Documentary (1995) televíziós sorozat

### Színészként
1. Spun (2002) – Emcee